# Billerbeck

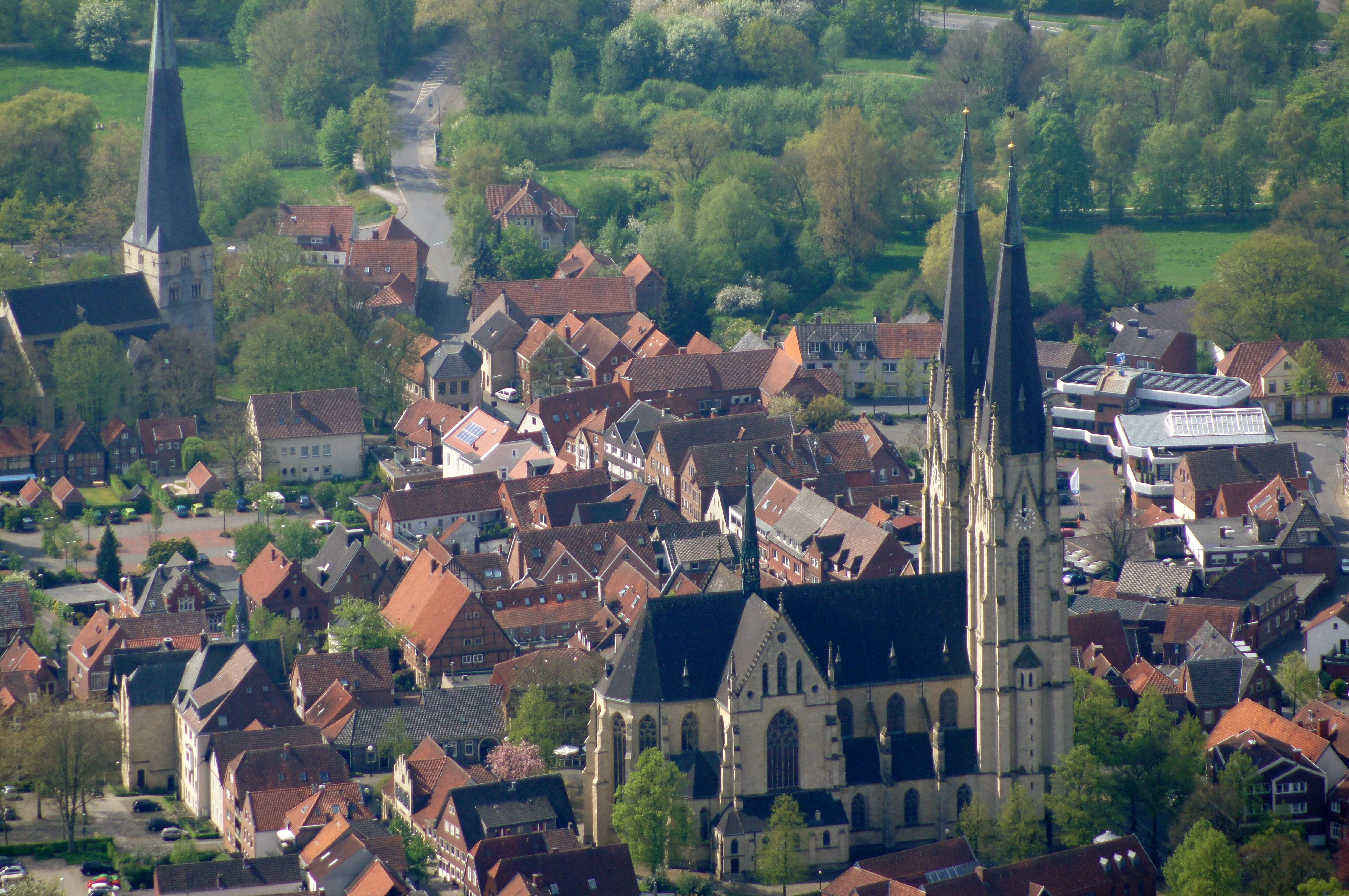

Billerbeck är en stad i Kreis Coesfeld i Regierungsbezirk Münster i förbundslandet Nordrhein-Westfalen i Tyskland.